# شتاء بركاني
| مقطع خلال بركان طبقي:                                                                                      | مقطع خلال بركان طبقي: |
| --- | --- |
| 1. مخزن الصهارة 2. طبقة أرضية 3. المدخنة 4. سطح الأرض 5. جيب بركاني 6. جيب نافذ 7. طبقات من الرماد 8. جانب | 9. طبقات من الصخور والفحم 10. عنق 11. مخروط طفيلي 12. سيل الصهارة 13. مدخنة 14. فوهة 15. لوافظ غازية وبخار وغبار بركاني رماد. |

الشتاء البركاني هو مصطلح يشير إلى تأثيرات جسيمة تحصل على الكرة الأرضية تتمثل بانخفاض كبير في درجات الحرارة بسبب الرماد البركاني وقطرات حمض الكبريتيد، حيث أنها تسبب في حجب أشعة الشمس عن الوصول إلى سطح الأرض وبالتالي زيادة البياض (البياض هي نسبة عكس أشعة الشمس على جسم ما)، وهذا يحدث خصيصاً بسبب البراكين، التعافي من هذه الظاهرة يعتمد بشكل أساس على كمية مركبات الكبريتيد في ضبوب طبقة الجو العليا ستراتوسفير، النشاطات التي تحدث في طبقات الجو الأدنى منها كالأمطار مثلا لا تؤثر عليها بشكل كبير وبالتالي فهي تحتاج إلى مدة طويلة لكي تتعافى من آثار الكبريتيد، ولهذا السبب فإن هذه الطبقة ستحجب أشعة الشمس عن الوصول إلى طبقة تروبوسفير وإلى الأرض كذلك وبالتالي تقل درجة حرارتها في ذات الوقت الذي تمتص الحدود الدنيا لتلك الطبقة الحرارة القليلة أصلاً المتبقية على الأرض.
عندما يجتمع كل هذا مع الكلور الصناعي (بشري المنشأ) في طبقة الستراتوسفير، ستتدمر طبقة الأوزون[بحاجة لتوضيح] التي تحافظ على التوازن بين طبقة الستراتوسفير وتروبوسفير وبالتالي اختلال النسق بينهما.

## أمثلة تاريخية

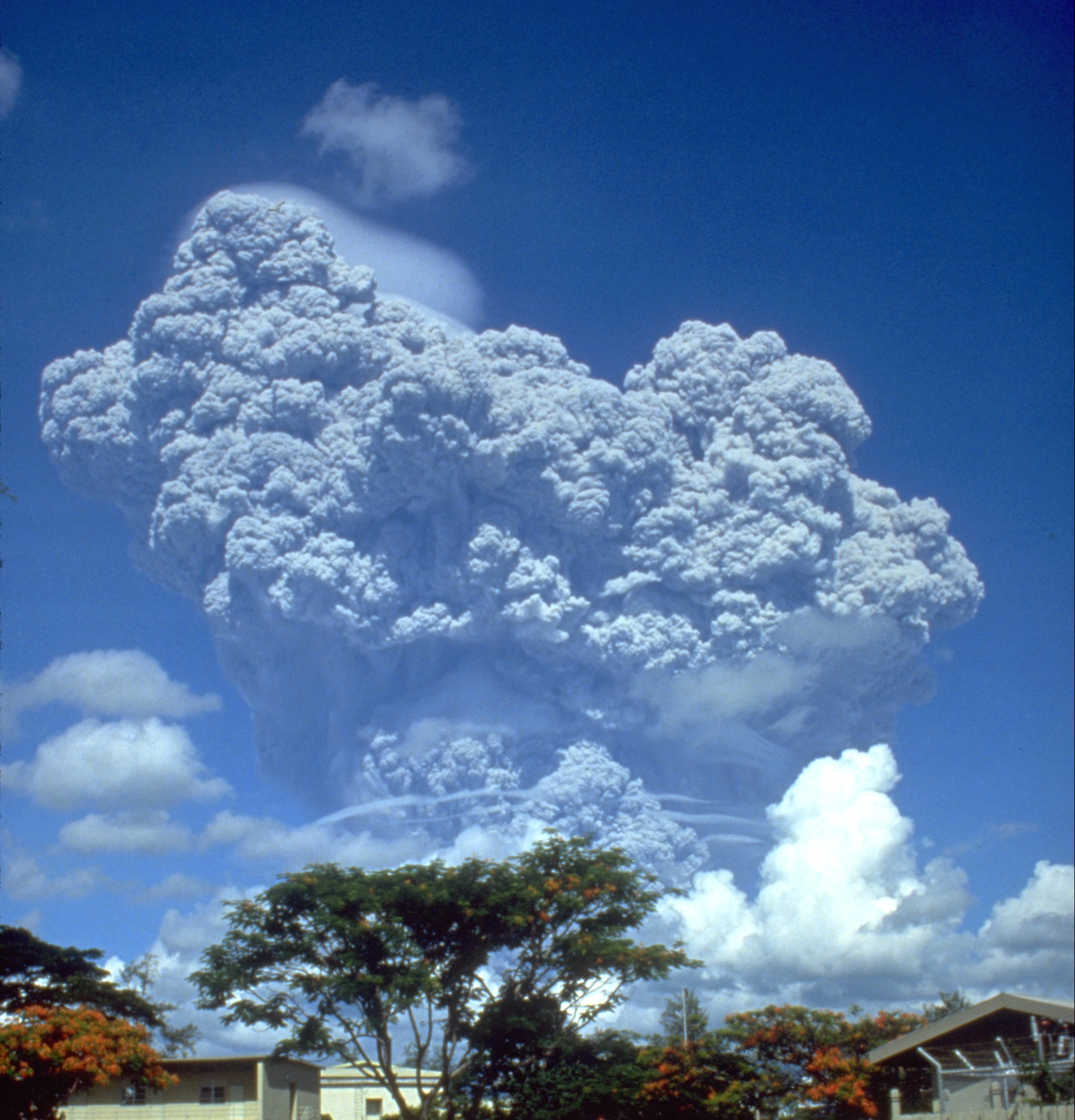
بركان بيناتوبو قبل ثلاثة أيام من ثورانه

تأثيرات ثوران البراكين في يومنا الحاضر ذات نطاق بسيط، ولكن تاريخياً فقد حصلت ثورانات كانت ذات نتائج مدمرة.
حتى عهد قريب في 1991 عندما حدث ثوران لبركان طبقي في جبل بيناتوبو في الفلبين، انخفضت درجة حرارة المناخ العالمي بشكل بسيط على مدى سنتين إلى ثلاث.

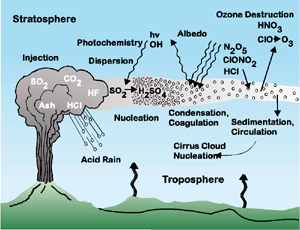
الصورة توضح ما ينفثه البركان في الجو من مركبات ضارة للغايةً

في عام 1883 حدث ثوران كراكاتوا في إندونيسيا، والذي سبب أجواء شتاء بركاني مصغر، حيث أن الأربع سنوات التالية له شهدت برودة غير معتادة، حتى أن شتاء العام 1887-1888 قد شهد عواصف ثلجية شديدة، حتى أن كراتٍ ثلجية قد تم رصدها عالمياً.
الثوران الذي حدث في 1815 للبركان الطبقي في جبل تامبورا في إندونيسيا، قد سبب تأثيرات شتاء بركاني لدرجة أن سكان نيويورك شهدوا صقيعاً في منتصف الصيف وتساقطت الثلوج في شهر يونيو في إنكلترا ونيوفاوندلاند واللابرادور فيما بات يعرف لاحقاً بـ«سنة بلا صيف».
في ورقة كتبها بنجامين فرانكلين لعام 1783، وجه فيها اتهاماً لبركان لاكي بسبب ظواهر صيفية تمثلت في برودة غير مألوفة حدثت في تلك السنة، حيث أن الغبار الذي انطلق من آيسلندا كان قد أطلق كميات كبيرة من ثنائي أكسيد الكبريت، واللتي سببت بالتالي موت أغلب الماشية في آيسلندا وكذلك مجاعة كارثية أدت إلى وفاة ربع السكان، وقد انخفضت الحرارة في نصف الأرض الشمالي بمعدل درجة واحدة في السنة التي تلت الثوران.
في 1600 ثار بركان هوانابوتيانا في البيرو، أبحاث علم تحديد أعمار الأشجار أوضحت أن 1601 كانت سنة باردة، حيث حضت روسيا بأسوء مجاعة في 1601-1603 وفي سويسرا ولاتفيا وإستونيا حصل شتاءٌ استثنائي، وفي المانيا والبيرو وفرنسا انهارت صناعة النبيذ، وفي الصين أزهرت أشجار الخوخ في وقت متأخر عن العادة، وفي اليابان تجمدت بحيرة سوا أبكر من العادة.
في عام 1452 أو 1453 حدث ثوران البركان الغائص كواي مما سبب باضطرابات مناخية محسوسة.
المجاعة العظيمة لـ1315-1317 في أوروبا، يعتقد أنها حدثت بسبب ثوران بركاني، وقد يكون بركان جبل تاراويرا في نيوزيلندا الذي استمر قرابة خمس سنوات.
الأحداث شديدة التطرف التي حدثت في 535-536، والتي أرخ لها أحد الكتاب البيزنطيّن في تلك الفترة لها دلالات قوية أنها كانت بسبب ثوران بركاني، ويعتقد أن البركان المنشود هو تيرا بلانسا جوفين في السلفادور.
توجد افتراضية لشتاء بركاني حدثت قبل 73,000-71,000 سنة سببها البركان الهائل لبحيرة توبا في جزيرة سومطرة في إندونيسيا، حيث أن الست سنوات التالية لذلك الثوران شهدت أعلى كمية كبريت في الجو منذ 110,000، وبالتالي فقد سببت بفناء أشجار عظيم للغاية في جنوب شرق آسيا وتبريد المناخ العالمي بواقع درجة واحدة، ويرى بعض العلماء أن ذلك الحدث سبب برجوع فوري للعصر الجليدي عبر تسريع العملية الجارية أصلاً وهي التجلد القاري، مما أدى بالنهاية إلى انخفاض كارثي للغاية بأعداد الحيوانات والبشر، ويجادل آخرون بأن تأثير الشتاء البركاني الذي حدث كان أضعف وأقصر من ما يعتقد أنه عليه خصوصاً على البشر.

## تأثيره على الحياة
يعتقد أن تأثير الشتاء البركاني على الحياة بالغ للغاية، حيث أن ثوران البركان سيطلق تراكيب كيميائية نحو الغلاف الخارجي للأرض ونحو طبقات الجو العليا، مما يؤثر بشدة على درجات الحرارة بسبب انعكاس أشعة الشمس، وهذا الانعكاس بالضرورة سيؤدي إلى تقليل كمية الأشعة التي تتلقاها الأرض من الشمس مما يسبب انخفاض درجة الحرارة.
وهذا التأثير لدرجة الحرارة سيؤثر بالضرورة على النباتات في الأرض، وهذه النباتات هي المصدر الأول للغذاء وتقع في أسفل السلسلة الغذائية فإن تأثرت ستتأثر معها الحيوانات العاشبة وبالتالي ستنخفض أعدادها مما بالضرورة سيخفض أعداد الحيوانات آكلة اللحوم التي تتغذى عليها وهكذا دواليك.
وبطبيعة الحال فالبشر يعتمدون على النباتات كالقمح والأرز فإن حصل شتاء بركاني فستحصل مجاعة عظيمة بسبب موت تلك النابات الناتج عن اختلاف درجات الحرارة في المناخ، وقد يفنى بسببها أغلب سكان الأرض خصوصاً من يعتمد على مصادر غذاء خارجية.